# Henri Moreau (homme politique, 1810-1890)
Pour les articles homonymes, voir Henri Moreau.
Henri Moreau, né le 15 mars 1810 et mort le 5 octobre 1890, est un homme politique français.

## Détail des fonctions et des mandats
Mandat parlementaire
- 8 février 1871 - 7 mars 1876 : Député de la Côte-d'Or